# Wilpling
Wilpling je naselje v Občini Straßburg v Okraju Šentvid ob Glini na Koroškem v Avstriji.